# Youka Nitta
Youka Nitta (jap. 新田 祐克, Nitta Yūka; * 8. März 1971 in der Präfektur Fukui, Japan) ist eine japanische Manga-Zeichnerin. Ihre Werke konzentrieren sich auf romantische und erotische Geschichten zwischen homosexuellen Männern und sind damit dem Genre Boys Love zuzuordnen.

## Biografie
Ihr Debüt als professionelle Zeichnerin veröffentlichte Nitta 1995 mit der Kurzgeschichte Groupie. In der folgenden Zeit zeichnete sie für Manga-Magazine wie Reijin, Be×Boy und Hanaoto. Von 1997 bis 2006 brachte sie die Serie When A Man Loves A Man heraus, die auf Deutsch beim Carlsen Verlag erscheint.
Ab 1998 zeichnete sie an der Manga-Serie Haru o Daiteita für den Biblos-Verlag. Der Manga, der über 2.200 Seiten in 14 Bänden umfasst, wurde als Embracing Love auch ins Englische übersetzt und 2005 als zweiteilige Original Video Animation umgesetzt. Darin geht es um zwei männliche rivalisierende Pornodarsteller, die sich aus dem Geschäft zurückziehen wollen, aber vorher noch einen letzten Film drehen und mit diesem den Durchbruch sowie den Sprung in die Spielfilmbranche schaffen. Die beiden verlieben sich ineinander; ihre Beziehung steht fortan im Mittelpunkt des Mangas.
Nitta, die auch für Erotik-Dōjinshi zu populären Mangas wie Slam Dunk bekannt ist, lebt derzeit in Tokio. 2002 war sie auf der Yaoi-Con in San Francisco zugegen.
Im Juni 2008 wurde ihr von Lesern vorgeworfen, mehrere Szenen ihrer Mangas von Fotos aus Modezeitschriften und von Werbungen abgezeichnet zu haben, was kurz darauf von ihr und dem Verlag Libre Shuppan bestätigt wurde. Am 15. Juli gab sie schließlich auf ihrer Website bekannt, sich fortan vom Comiczeichnen abzuwenden. Damit wurde Haru o Daiteita eingestellt, jedoch 2012 mit Haru o Daiteita Alive wieder aufgenommen.

## Werke
- Groupie, 1995
- When A Man Loves A Man (男が男を愛する時, Otoko ga Otoko o Ai suru Toki), 1997–2006
- Umaimon Kuwasero! (美味しもん食わせろ!), 1998
- White Brand (ホワイト・ブランド, Howaito Burando), 1998
- Haru o Daiteita (春を抱いていた), 1998–2009
  - Haru o Daiteita Alive (春を抱いていた ALIVE), seit 2012
- Last Waltz (ラスト・ワルツ, Rasuto Warutsu), 1999
- Spiritual Police (オトダマ -音霊-), Otodama, 2007–2010
- Kiss Ariki. (キスアリキ。), 2010–2014
- Prince of Sahara (ピリンスオビサハラ), Purinsu obu sahara, 2015